# Ecoflación
La Ecoflación (un portmanteau de "ecológico" e "inflación") es un escenario futuro en "Rattling Supply Chains" (Lit.: La cadena de suministro se tambalea), un informe de investigación del World Resources Institute y A.T. Kearney, publicado en noviembre de 2008. Se caracteriza porque los recursos naturales son cada vez más escasos y los problemas de sostenibilidad son más acuciantes, lo que provoca un aumento del precio de los productos básicos. Los efectos del aumento del precio de las materias primas se dejan sentir en las empresas que sufren los costes medioambientales que se añaden a su coste habitual de hacer negocios. El concepto de ecoflación se centra en que las externalidades medioambientales de las empresas sean la carga de la organización/empresa responsable, en lugar de que los costes se asignen al público en general. La ecoflación representa una valoración más precisa de los verdaderos costes asociados a las acciones empresariales. Los conceptos también hacen hincapié en la necesidad de que las empresas sean creativas e innovadoras para adaptar sus modelos de negocio y cadenas de suministro para seguir siendo competitivas en el mercado. La idea es que cuanto más integre una empresa la sostenibilidad en su principio empresarial básico, más éxito tendrá.

## Motores de la ecoflación
El Instituto de Recursos Mundiales y A.T. Kearney identificaron tres factores principales de la ecoflación :

### Escasez de recursos
El aumento de la población y del consumo conlleva una mayor demanda de recursos, como la madera, el petróleo, el agua y los cereales. Mientras tanto, el cambio climático es una amenaza creciente para estos recursos, en forma de fenómenos meteorológicos extremos (incendios forestales, sequías, inundaciones, etc.) y la pérdida de biodiversidad. Por ejemplo, a medida que los niveles de agua dulce disminuyen, y la demanda sigue aumentando a nivel mundial, debido a la ley de la oferta y la demanda, el precio del agua está destinado a aumentar, algunos predicen que entre un 20% y un 30% para el año 2050.

### Políticas
Las instituciones gubernamentales, como el Foro Económico Mundial, la Unión Europea y el Acuerdo General sobre Aranceles Aduaneros y Comercio, son cada vez más conscientes de la necesidad de reaccionar ante el cambio climático y siguen aprobando normas más estrictas para proteger el medio ambiente. Una de estas regulaciones es la introducción del comercio de emisiones de carbono, que obliga a las empresas que contaminan más de lo permitido a sufrir el coste. Se trata de costes que las empresas tendrán que internalizar, disminuyendo su margen de beneficios, o repercutir en el consumidor, lo que podría hacerlas menos competitivas.

### Consumidores
Los consumidores también piden cada vez más a las empresas que proporcionen bienes y servicios más sostenibles. La adaptación a estas demandas de los consumidores representa un coste para las empresas. Por ejemplo, las empresas pueden comprometerse a utilizar material de madera reciclada en respuesta a la preocupación pública por la deforestación, o la reducción del plástico, porque proviene de los combustibles fósiles.

## Abordar la ecoflación
El riesgo de ecoflación no es ineludible, y las empresas pueden empezar por tomar medidas concretas para contrarrestar sus efectos.

### Acciones voluntarias
Las empresas pueden adoptar medidas voluntarias para reducir las emisiones de gases y evitar la ecoflación. Por ejemplo, las empresas pueden optar por utilizar menos plástico o plástico reciclado, o pueden modificar su sistema de distribución para aumentar la eficiencia y disminuir tanto las emisiones de gases de efecto invernadero como los costes.

### Oportunidades de negocio
Los motores de la ecoflación pueden ser oportunidades de negocio. Como afirma la consultora Kearney en su informe "El coste de la ecoflación" : "Los líderes en este nuevo panorama serán las empresas que hagan de la sostenibilidad medioambiental uno de sus principios empresariales fundamentales". Para que las empresas sigan siendo competitivas y se conviertan en líderes, la sostenibilidad es un factor importante.

### Grandes cambios
Abordar la ecoflación no es una tarea que deba tomarse a la ligera, como afirma Andrew Aulisi, investigador del World Resource Institute. "No hay que hacer pequeños cambios 'cosméticos', sino trabajar con una verdadera visión de futuro", concluyó.

## Repercusiones de la ecoflación en los factores de coste

### Metodología
Para el escenario, el Instituto de Recursos Mundiales eligió centrarse en la industria de los productos de consumo rápido (FMCG), y analiza siete tipos de productos básicos: petróleo, gas natural, electricidad, cereales y soja, azúcar, aceite de palma y madera.

#### Impacto 1: Precios de los productos básicos
El estudio concluye que el precio de los productos básicos se verá muy afectado por los motores de la ecoflación.

#### Impacto 2: Coste total entregado
El estudio concluye que la ecoflación aumentará el coste total entregado por las empresas.

#### Impacto 3: Beneficios antes de intereses e impuestos (EBIT)
El estudio concluye que la ecoflación provocará una disminución de los beneficios antes de intereses e impuestos de entre el 13% y el 47% entre 2013 y 2018.

## En los medios de comunicación
En 2009, el medio de comunicación The Humanitarian calificó la "ecoflación" como una palabra de moda.